# 6969 Santaro
6969 Santaro eller 1991 VF5 är en asteroid i huvudbältet som upptäcktes den 4 november 1991 av den japanska astronomen Satoru Otomo i Kiyosato. Den är uppkallad efter den japanska astronomen Santarō Harada.
Asteroiden har en diameter på ungefär 6 kilometer.